# Phyllostomidae
I Fillostomidi (Phyllostomidae Gray, 1825) sono una famiglia di Chirotteri. 

## Descrizione

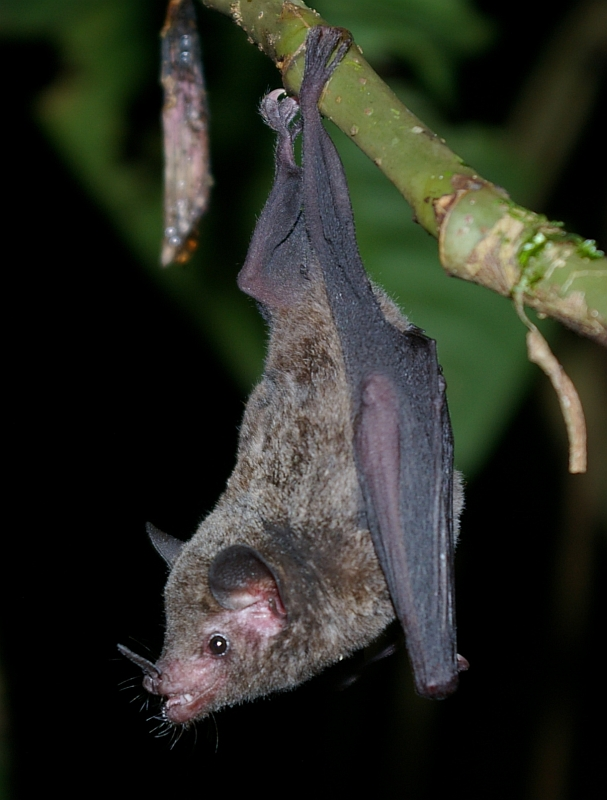
Glossophaga commissarisi

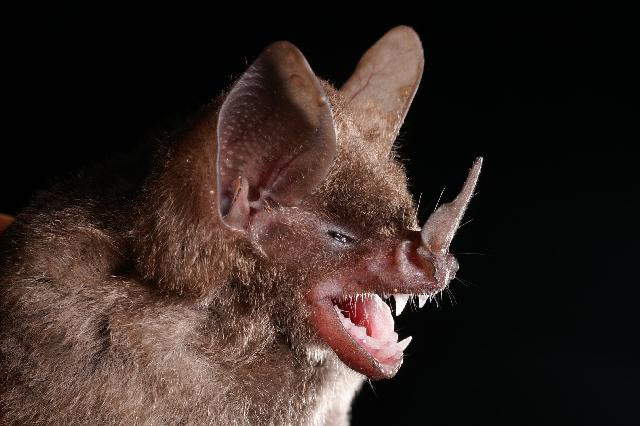
Carollia perspicillata

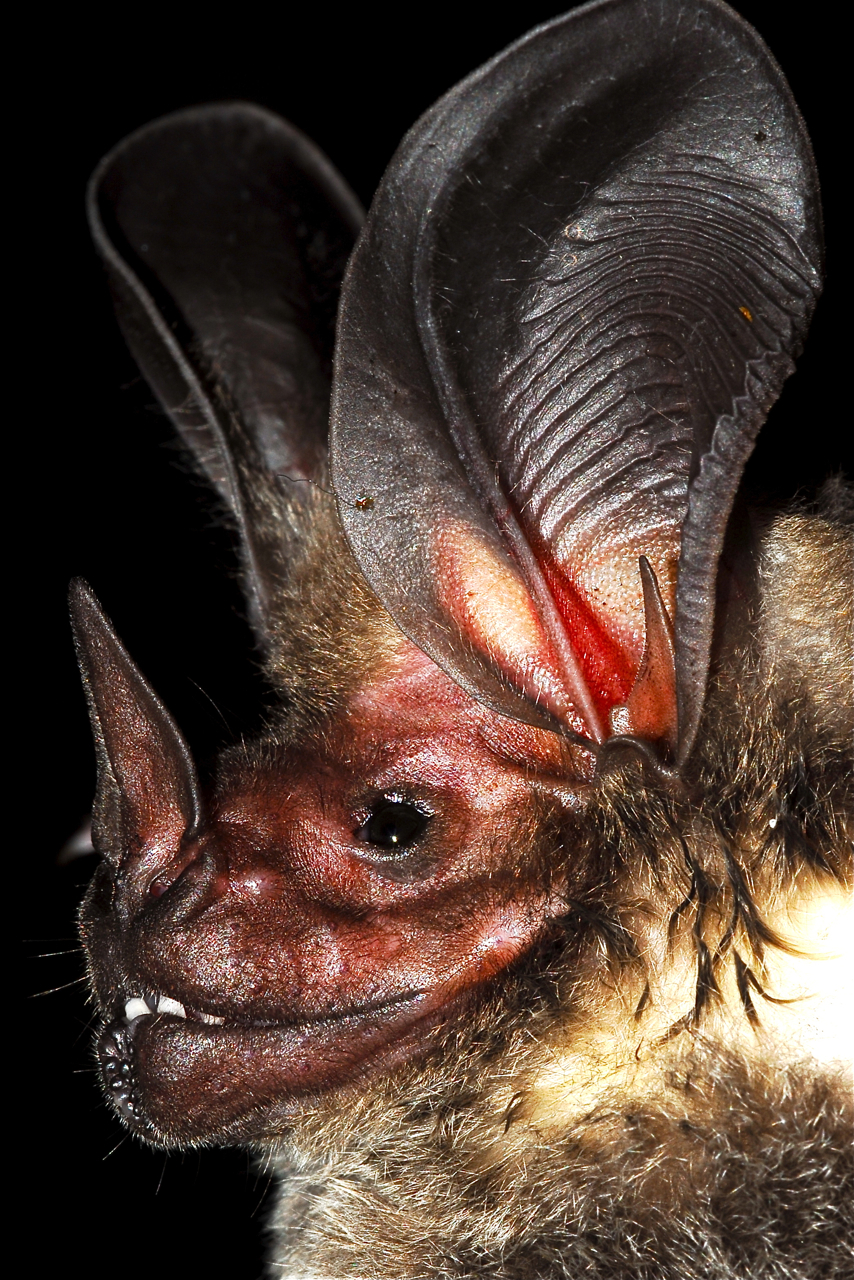
Lophostoma silvicolum

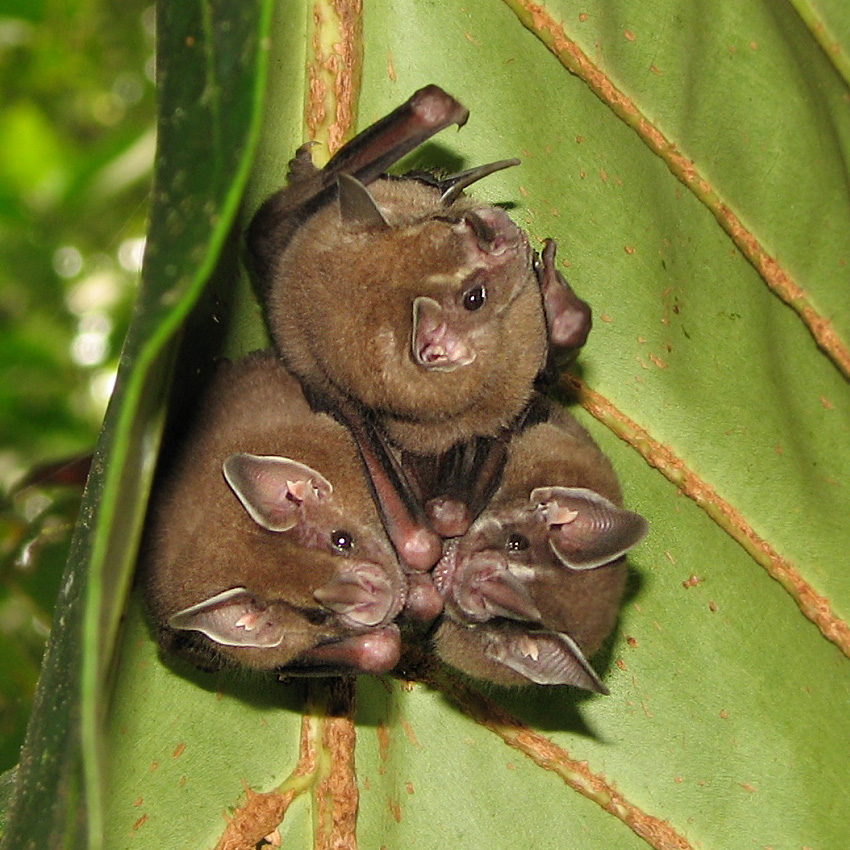
Artibeus sp.

### Dimensioni
Comprende pipistrelli con la lunghezza dell'avambraccio tra 31 mm e 105 mm e un peso fino a 190 g. Vi appartiene il Vampiro spettro, il più grande pipistrello del Nuovo Mondo.

### Aspetto
La maggior parte delle forme ha una foglia nasale più o meno sviluppata, principalmente a forma di punta di lancia, altre volte ridotta ad una cresta sopra il naso oppure formata soltanto da protuberanze o verruche. Un trago è sempre presente. Alcune forme specializzate nel succhiare il polline e il nettare dai fiori hanno un muso allungato e sottile e una lingua estensibile, con delle papille filiformi all'estremità. La coda può mancare od essere relativamente lunga, inclusa oppure estendersi oltre l'uropatagio, anch'esso di dimensioni variabili. Il trochite dell'omero è articolato con la scapola. Il secondo dito della mano ha un metacarpo ben sviluppato ed una piccola falange; le ultime tre dita hanno ognuna tre falangi ossificate. La cintura scapolare è normale. La settima vertebra cervicale non è fusa con la prima dorsale. I piedi sono di proporzioni normali, la fibula è presente, sebbene la porzione superiore sia cartilaginea, il bacino è normale. Il cranio è privo di processi post-orbitali, mentre le ossa pre-mascellari sono ben sviluppate e saldate con la parte del rostro circostante. Nella porzione palatale sono presenti due piccoli fori.

## Distribuzione
La famiglia è diffusa nel continente americano, dagli Stati Uniti d'America meridionali, fino all'Argentina settentrionale.

## Tassonomia
Attualmente la famiglia è suddivisa in 7 sottofamiglie.
- Gli incisivi superiori sono grandi ed affilati. Ematofagi. 
  - Sottofamiglia Desmodontinae
    - Desmodus
    - Diaemus
    - Diphylla
- Gli incisivi superiori sono di proporzioni normali.
  - La foglia nasale è rudimentale. 
    - La coda è sempre presente. La lingua è lunga ed estensibile. Nettarivori.
      - Sottofamiglia Phyllonycterinae
        - Erophylla
        - Phyllonycteris

    - La coda è ridotta ad un tubercolo. La lingua non è allungata. Frugivori.
      - Sottofamiglia Brachyphyllinae
        - Brachyphylla

  - La foglia nasale è ben sviluppata. 
    - La lingua è lunga ed estensibile. Nettarivori.
      - Sottofamiglia Glossophaginae
      - Anoura
      - Choeroniscus
      - Choeronycteris
      - Dryadonycteris
      - Glossophaga
      - Hylonycteris
      - Leptonycteris
      - Lichonycteris
      - Monophyllus
      - Musonycteris
      - Scleronycteris
      - Sottofamiglia Lonchophyllinae
      - Tribù Lonchophyllini
        - Lionycteris
        - Lonchophylla
        - Platalina
        - Xeronycteris

      - Tribù Hsunycterini 
        - Hsunycteris

    - La lingua non è allungata.
      - Le arcate zigomatiche sono incomplete. Frugivori.
        - Sottofamiglia Carolliinae - I molari superiori mantengono la disposizione delle cuspidi a W. Il muso è allungato. Frugivori.
        - Carollia
        - Rhinophylla

      - Le arcate zigomatiche sono complete.
        - I molari superiori mantengono la disposizione delle cuspidi a W. Principalmente insettivori ma anche carnivori.
          - Sottofamiglia Phyllostominae
            - Chrotopterus
            - Gardnerycteris
            - Glyphonycteris
            - Lampronycteris
            - Lonchorhina
            - Lophostoma
            - Macrophyllum
            - Macrotus
            - Micronycteris
            - Mimon
            - Neonycteris
            - Phylloderma
            - Phyllostomus
            - Tonatia
            - Trachops
            - Trinycteris
            - Vampyrum

        - Tutti i molari sono privi della disposizione delle cuspidi a W, ma con soltanto delle cuspidi laterali. Prevalentemente frugivori.
          - Sottofamiglia Stenodermatinae
            - Tribù Sturnirini
              - Sturnira

            - Tribù Stenodermatini
              - Sottotribù Stenodermatina
                - Ametrida
                - Ardops
                - Ariteus
                - Centurio
                - Phyllops
                - Pygoderma
                - Sphaeronycteris
                - Stenoderma

              - Sottotribù Ectophyllina
                - Artibeus
                - Chiroderma
                - Ectophylla
                - Enchisthenes
                - Mesophylla
                - Platyrrhinus
                - Uroderma
                - Vampyressa
                - Vampyrodes

## Evoluzione
La Famiglia è presente dal Miocene in America meridionale e dal Pleistocene nell'America settentrionale e nei Caraibi.